# Mustela erminea hibernica
Mustela erminea hibernica es una subespecie de  mamíferos carnívoros  de la familia Mustelidae subfamilia Mustelinae.

## Distribución geográfica
Se encuentra en Irlanda.